# یان هارتینگ
یان هارتینگ (انگلیسی: Jan Harting؛ زادهٔ ۹ سپتامبر ۱۹۱۲ - درگذشته نامشخص) بازیکن فوتبال اهل اندونزی بود.
وی همچنین در تیم ملی فوتبال هند شرقی هلند بازی کرده‌است.